# Азнагулово (Кугарчинський район)
Азнагу́лово (рос. Азнагулово, башк. Аҙнағол) — присілок у складі Кугарчинського району Башкортостану, Росія. Входить до складу Тляумбетовської сільської ради.
Населення — 180 осіб (2010; 221 в 2002).
Національний склад:
- башкири — 99%